# Forsterygion
Forsterygion è un genere di piccoli pesci appartenenti alla famiglia Tripterygiidae.

## Distribuzionee habitat
Queste specie sono originarie del Pacifico sudorientale: Australia, Tasmania e Nuova Zelanda. Abitano zone rocciose e ricche di vegetazione.

## Descrizione
Tendenzialmente le varie specie presentano un corpo allungato, con grande bocca, occhi sporgenti e ampie pinne pettorali. La pinna dorsale è tripla. La livrea è diversa per ogni specie.
Le dimensioni variano da 5 a 13 cm, secondo la specie.

## Alimentazione
I Forsterygion si nutrono di anfipodi, isopodi, policheti, crostacei, gasteropodi.

## Pesca
Nessuna specie è pescata per l'alimentazione o per il commercio.

## Specie
Il genere comprende 8 specie:
- Forsterygion capito
- Forsterygion flavonigrum
- Forsterygion gymnotum
- Forsterygion lapillum
- Forsterygion malcolmi
- Forsterygion maryannae
- Forsterygion nigripenne
- Forsterygion varium